# Björka mineral
Björka Mineral är ett gruvföretag utanför Glanshammar och i Sala, som ingår i Nordkalk-koncernen. Företaget utvinner dolomit. Ett inslag från SVT:s julkalender Jul i Kapernaum spelades in i Björkas gruva.